# Pselaphochernes litoralis siculus
Pselaphochernes litoralis siculus es una subespecie de arácnido  del orden Pseudoscorpionida de la familia Chernetidae.

## Distribución geográfica
Se encuentra en Cerdeña y Sicilia en (Italia).